# Campeonato Europeo de Patinaje Artístico sobre Hielo de 1974
El LXV Campeonato Europeo de Patinaje Artístico sobre Hielo se realizó en Zagreb (Yugoslavia) del 29 de enero al 2 de febrero de 1974. Fue organizado por la Unión Internacional de Patinaje sobre Hielo (ISU) y la Federación Yugoslava de Patinaje sobre Hielo.

## Resultados

### Masculino
| Puesto | Nombre         | País                          | Puntos |
| ------ | -------------- | ----------------------------- | ------ |
| Oro    | Jan Hoffmann   | República Democrática Alemana |        |
| Plata  | Serguéi Vólkov | Unión Soviética               |        |
| Bronce | John Curry     | Reino Unido                   |        |

### Femenino
| Puesto | Nombre           | País                          | Puntos |
| ------ | ---------------- | ----------------------------- | ------ |
| Oro    | Christine Errath | República Democrática Alemana |        |
| Plata  | Dianne de Leeuw  | Países Bajos                  |        |
| Bronce | Liana Drahová    | Checoslovaquia                |        |

### Parejas
| Puesto | Nombre                            | País                          | Puntos |
| ------ | --------------------------------- | ----------------------------- | ------ |
| Oro    | Irina Rodnina / Alexandr Zaitsev  | Unión Soviética               |        |
| Plata  | Romy Kermer / Rolf Österreich     | República Democrática Alemana |        |
| Bronce | Liudmila Smirnova / Alexei Ulanov | Unión Soviética               |        |

### Danza en hielo
| Puesto | Nombre                                 | País            | Puntos |
| ------ | -------------------------------------- | --------------- | ------ |
| Oro    | Liudmila Pakhomova / Alexandr Gorshkov | Unión Soviética |        |
| Plata  | Hilary Green / Glyn Watts              | Reino Unido     |        |
| Bronce | Natalia Linichuk / Gennadi Karponosov  | Unión Soviética |        |

## Medallero
| Núm. | País                          | Oro | Plata | Bronce | Total |
| ---- | ----------------------------- | --- | ----- | ------ | ----- |
| 1    | Unión Soviética               | 2   | 1     | 2      | 5     |
| 2    | República Democrática Alemana | 2   | 1     | 0      | 3     |
| 3    | Reino Unido                   | 0   | 1     | 1      | 2     |
| 4    | Países Bajos                  | 0   | 1     | 0      | 1     |
| 5    | Checoslovaquia                | 0   | 0     | 1      | 1     |
|      | TOTAL                         | 4   | 4     | 4      | 12    |